# Manuel Fernández Montesinos
Manuel Fernández-Montesinos Lustau (Granada, 1901 - Granada, 16 de agosto de 1936) fue un médico y político socialista español, alcalde de Granada en 1936, durante la República. Fue el esposo de Concepción García Lorca.
Fue fusilado por los sublevados tras el comienzo de la Guerra civil española.

## Biografía
Hijo de un alto cargo de la Banca Rodríguez Acosta en Granada, estudió Medicina en la Universidad de Granada, obteniendo el título en 1921. En 1930 se casó con Concepción García Lorca (Concha), hermana del poeta Federico García Lorca, con la que tuvo tres hijos, Vicenta, Manuel y Concha. Miembro del Partido Socialista Obrero Español (PSOE), fue elegido concejal de Granada el 12 de abril de 1931 en las listas de la Conjunción Republicano-Socialista. 
Junto a Luis Fajardo Fernández y Carlos Morenillas fue autor en 1932 de la ponencia La conveniencia o no de formar parte de la Mancomunidad Andaluza solicitada por el ayuntamiento de Granada para ir a la Asamblea de Córdoba de 1933 sobre el Estatuto de Andalucía y en la que se acabaría mostrando contrario a la integración de Granada. Al ser parte de la intelectualidad de la ciudad, acudió acompañado de su hermano José a la tertulia de El Rinconcillo en el Café Alameda de Granada, en donde participaban entre otros de forma habitual para dar a conocer sus obras e ideas políticas, Melchor Fernández Almagro, Manuel de Falla, el pintor Manuel Ángeles Ortiz, los hermanos Francisco y Federico García Lorca, José Acosta Medina, José Mora Guarnido, el ingeniero de caminos Juan José Santa Cruz, el periodista Constantino Ruiz Carnero, Francisco Soriano, Miguel Pizarro, Hermenegildo Lanz, el músico Ángel Barrios y el pintor Ismael González de la Serna. 
En 1934 fue destituido de su cargo de concejal cuando, tras los sucesos de octubre, la corporación municipal fue sustituida por una gestora por orden del gobierno radical-cedista, aunque recuperaría su acta de concejal tras la victoria del Frente Popular en las elecciones de febrero de 1936. Unos meses después, el 1 de julio sustituyó en la alcaldía a Luis Fajardo Fernández.
Tras la sublevación que dio origen a la guerra civil española, el 20 de julio los militares de la guarnición de Granada que formaban parte de la conspiración se levantaron y se hicieron con el control de la ciudad. Fernández-Montesinos fue detenido por los sublevados en el salón del Ayuntamiento, junto con otros concejales y militantes socialistas. En la madrugada del 16 de agosto de 1936 fue fusilado en las tapias del cementerio de Granada.